# Cangaceiros

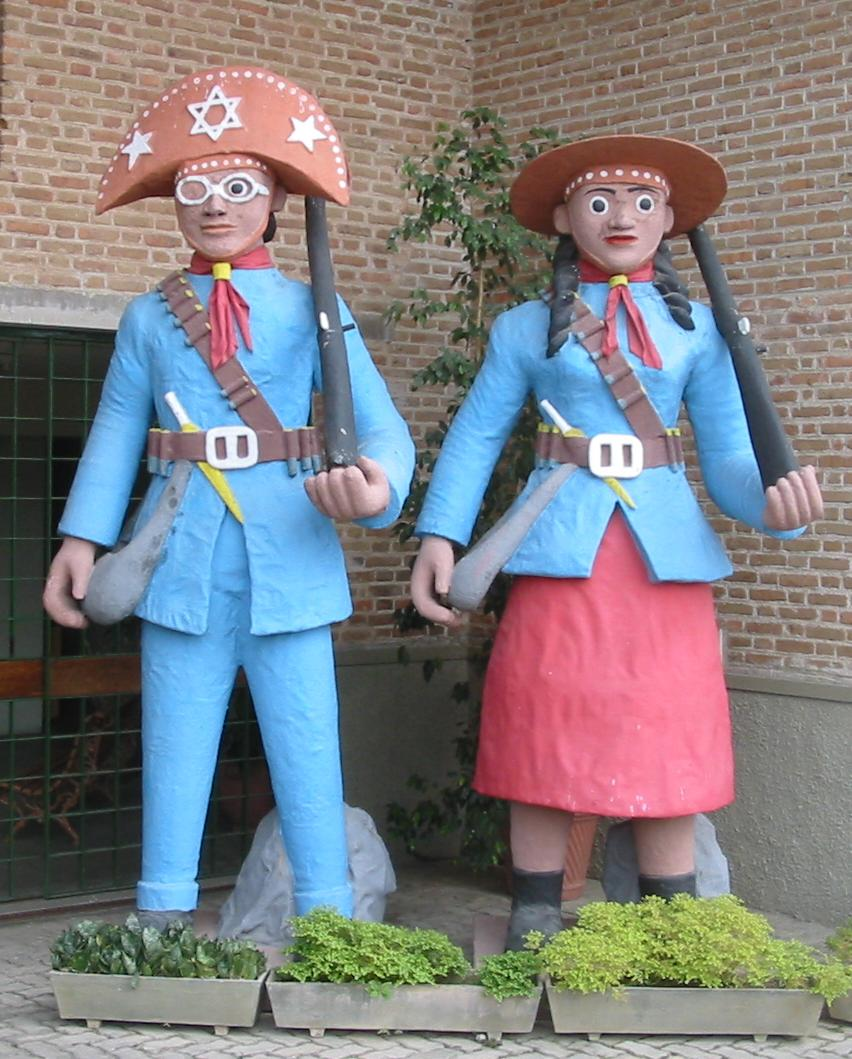
Figuras de dos famosos cangaceiros: Lampião y su pareja, Maria Bonita.

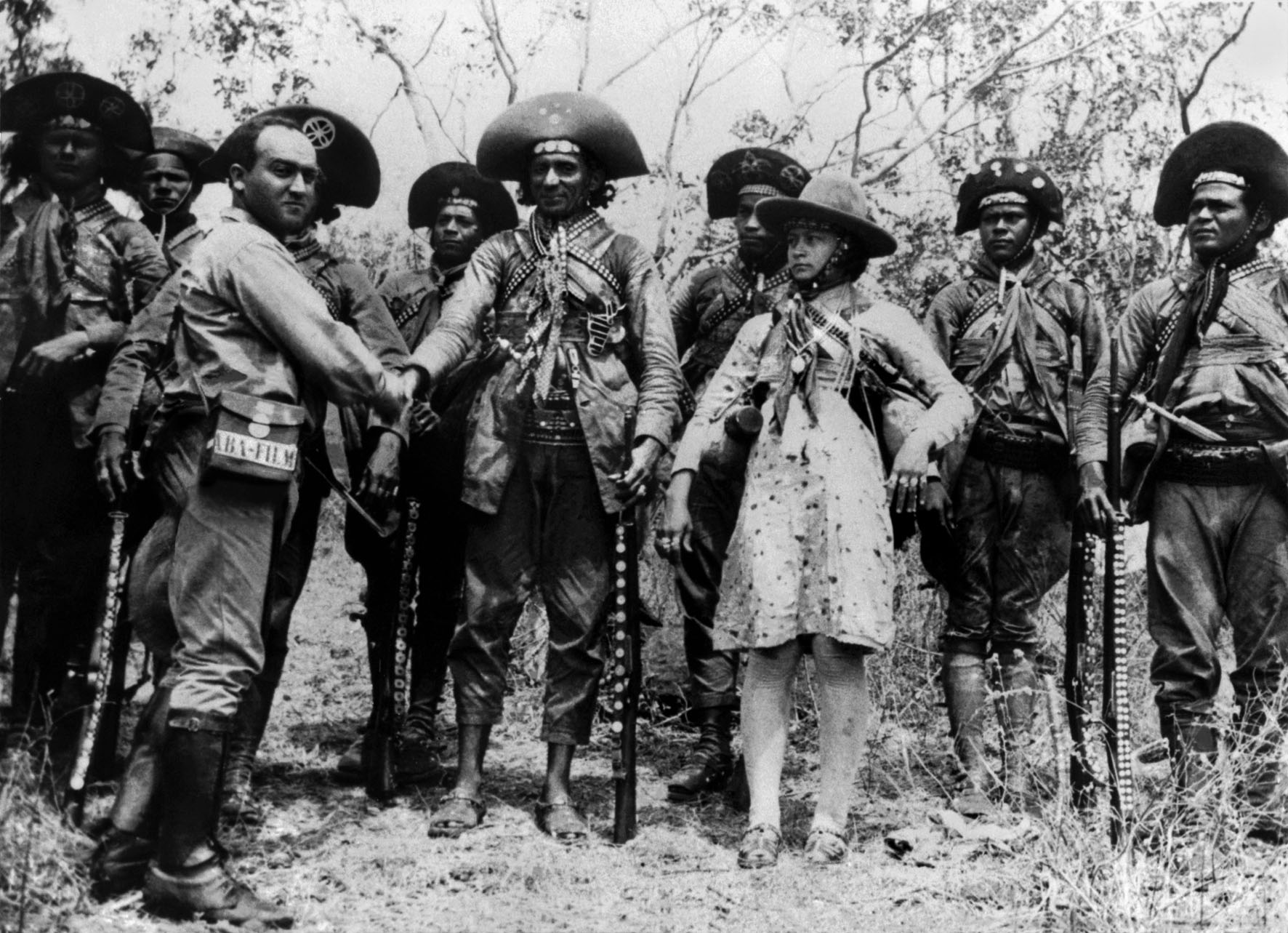
Lampião y su cuadrilla.

Cangaceiros es el nombre dado a los hombres fuera de la ley de las bandas armadas (bandoleros) que rondaban por el nordeste brasileño desde mediados del siglo XIX hasta la década de 1930. La gran mayoría vivía del robo de grandes haciendas y del bandolerismo, tornándose en un problema social de la región y al mismo tiempo pasando a ser parte del folklore brasileño.
Las áridas regiones del oeste de Pernambuco, Paraíba, Río Grande del Norte, noroeste de Bahía y sur de Ceará y Piauí reciben el nombre de sertão, caracterizadas por ser una planicie de poca fertilidad y vastos prados aptos para el pastoreo. Debido a su difícil acceso, estas zonas se convirtieron en refugio durante casi un siglo de un variopinto grupo de disidentes locales conocidos como los cangaceiros: este nombre surge por el modo de llevar las municiones cruzadas al pecho, como el cangazo que tiran los bueyes. 
Características comunes de los cangaceiros eran la vida errante y la dedicación al robo y al saqueo de haciendas de ricos terratenientes (llamados en portugués fazendeiros). La mayoría de estos fugitivos eran hombres que habían huido de sus hogares por pequeños robos, como consecuencia de vendettas que enemistaban familias enteras durante años, llamadas "pleitos de sangre", o simplemente perseguidos por hacendados poderosos ante los cuales no tenían defensa. Una vez en el sertão, les era casi imposible volver a sus anteriores vidas. Acostumbrados a una vida rural y marcada por la violencia, los cangaceiros necesitaban ser expertos jinetes y pistoleros, así como buenos conocedores de la geografía del sertão, indispensable para hallar fuentes de agua y de alimento, así como para huir de la policía y los fazendeiros que los perseguían.
La gran mayoría de los cangaceiros eran hombres, aunque algunos llegaban a incluir a sus familias y esposas en esta clase de vida. Se dedicaban al bandolerismo, incluyendo entre sus delitos secuestros, robos en almacenes, violaciones e incendios. Numerosos campesinos pobres apoyaban a los cangaceiros cuando estos luchaban contra un fazendeiro explotador, pero las lealtades de los cangaceiros eran veleidosas: si bien en ocasiones aterrorizaban a los ricos en defensa de los pobres, otras veces ofrecían sus servicios a los hacendados para someter o dominar a los peones o jornaleros que se mostraban «desobedientes». En ocasiones las víctimas de sus robos y agresiones eran ricos y pobres en igual número; incluso durante el paso de la Columna Prestes por el nordeste brasileño en 1925, los terratenientes utilizaron ejércitos privados formados por cangaceiros para atacar a la Columna. 
El más conocido jefe de estos grupos fue Virgulino Ferreira da Silva, más conocido como Lampião, que ganó fama por permanecer huido de la policía y de los terratenientes por casi dos décadas, tras escapar de su casa por un "pleito de sangre". Después de la Revolución de 1930, el régimen de Getúlio Vargas determinó que la existencia de los cangaceiros constituía una amenaza a la autoridad central, y por ello desplegó una feroz represión policial y militar contra ellos, al considerarlos "causantes de desorden social". Como resultado, para inicios de la década de 1940 casi la totalidad de los cangaceiros habían sido muertos o capturados.
Se conocen dos supervivientes del grupo de cangaceiros de Lampião, Durvinha y Moreno. Estos ocultaron durante más de medio siglo su verdadera identidad, incluso a sus propios hijos, que crecieron pensando que sus padres se llamaban Jovina Maria da Conceição y José Antonio Souto, nombres falsos sobre los cuales habían reconstruido sus vidas. La verdad solo fue revelada cuando Moreno, con 95 años, decidió compartir sus recuerdos con sus hijos y del cual se hizo un reportaje especial.